# レールのない空へ
「レールのない空へ」は、DEENの28thシングル。

## 作品解説
- 日本語CD解禁後初の韓国単独アーティスト公演時記念ソング。PVは韓国で撮影された。

## 収録トラックス
1. レールのない空へ
2. 月光の渚
3. レールのない空へ (Instrumental)
4. 月光の渚 (Instrumental)

## 収録アルバム
- 『ROAD CRUISIN'』(#1,2)
- 『DEEN PERFECT SINGLES +』(#1)
- 『Another Side Memories〜Precious Best〜』(#2)
- 『DEENAGE MEMORY -20周年記念ベストアルバム-』(#1)
- 『DEEN The Best FOREVER 〜Complete Singles +〜』(#1)

## 参加ミュージシャン
1. 作詞:池森秀一 作曲:鈴木寛之 編曲:DEEN&鈴木寛之
2. 作詞:池森秀一 作曲:田川伸治 編曲:DEEN

- DEEN
  - 池森秀一: Vocal & Back-up Vocals
  - 山根公路: Keyboard, Back-uo Vocals & Synthesizer Programing
  - 田川伸治: Guitar, Back-up Vocals & Synthesizer Programing
- Guest Musicians
  - 沼澤尚: Drums (#1,2)
  - 青木智仁: Electric Bass (#1)
  - 佐々木史郎: Trumpet (#1)
  - 勝田一樹 (from DIMENSION): Saxophone (#1)
  - 入日茜&Ko-saku: Back-up Vocals (#1,2) 他...